# Sansais
Sansais est une commune du Centre-Ouest de la France située dans le département des Deux-Sèvres, en région Nouvelle-Aquitaine.
Un arrêté préfectoral du 26 février 1973 effectif au 1er mars 1973 associa Sansais à la commune de Coulon mais elle reprit son autonomie par un arrêté préfectoral du 1er décembre 1980 effectif le 1er janvier 1981.

## Géographie
| Coulon               |         | Magné                 |
| Le Vanneau-Irleau    | Sansais | Frontenay-Rohan-Rohan |
| Saint-Georges-de-Rex | Amuré   |                       |

### Climat
Pour des articles plus généraux, voir Climat de la Nouvelle-Aquitaine et Climat des Deux-Sèvres.
Historiquement, la commune est exposée à un climat océanique du nord-ouest.  
En 2020, Météo-France publie une typologie des climats de la France métropolitaine dans laquelle la commune est exposée à un climat océanique et est dans la région climatique  Poitou-Charentes, caractérisée par un bon ensoleillement, particulièrement en été et des vents modérés.
Pour la période 1971-2000, la température annuelle moyenne est de 12,1 °C, avec une amplitude thermique annuelle de 14,6 °C. Le cumul annuel moyen de précipitations est de 804 mm, avec 11,8 jours de précipitations en janvier et 6,7 jours en juillet. Pour la période 1991-2020, la température moyenne annuelle observée sur la station météorologique la plus proche, située sur la commune de Prin-Deyrançon à 7 km à vol d'oiseau, est de 12,9 °C et le cumul annuel moyen de précipitations est de 837,0 mm,. Pour l'avenir, les paramètres climatiques de la commune estimés pour 2050 selon différents scénarios d’émission de gaz à effet de serre sont consultables sur un site dédié publié par Météo-France en novembre 2022.

## Urbanisme

### Typologie
Au 1er janvier 2024, Sansais est catégorisée commune rurale à habitat dispersé, selon la nouvelle grille communale de densité à sept niveaux définie par l'Insee en 2022.
Elle est située hors unité urbaine. Par ailleurs la commune fait partie de l'aire d'attraction de Niort, dont elle est une commune de la couronne,. Cette aire, qui regroupe 91 communes, est catégorisée dans les aires de 50 000 à moins de 200 000 habitants,.

### Occupation des sols
L'occupation des sols de la commune, telle qu'elle ressort de la base de données européenne d’occupation biophysique des sols Corine Land Cover (CLC), est marquée par l'importance des territoires agricoles (97 % en 2018), en augmentation par rapport à 1990 (82,7 %). La répartition détaillée en 2018 est la suivante : 
prairies (69,3 %), zones agricoles hétérogènes (21,4 %), terres arables (6,2 %), zones urbanisées (3 %). L'évolution de l’occupation des sols de la commune et de ses infrastructures peut être observée sur les différentes représentations cartographiques du territoire : la carte de Cassini (XVIIIe siècle), la carte d'état-major (1820-1866) et les cartes ou photos aériennes de l'IGN pour la période actuelle (1950 à aujourd'hui).

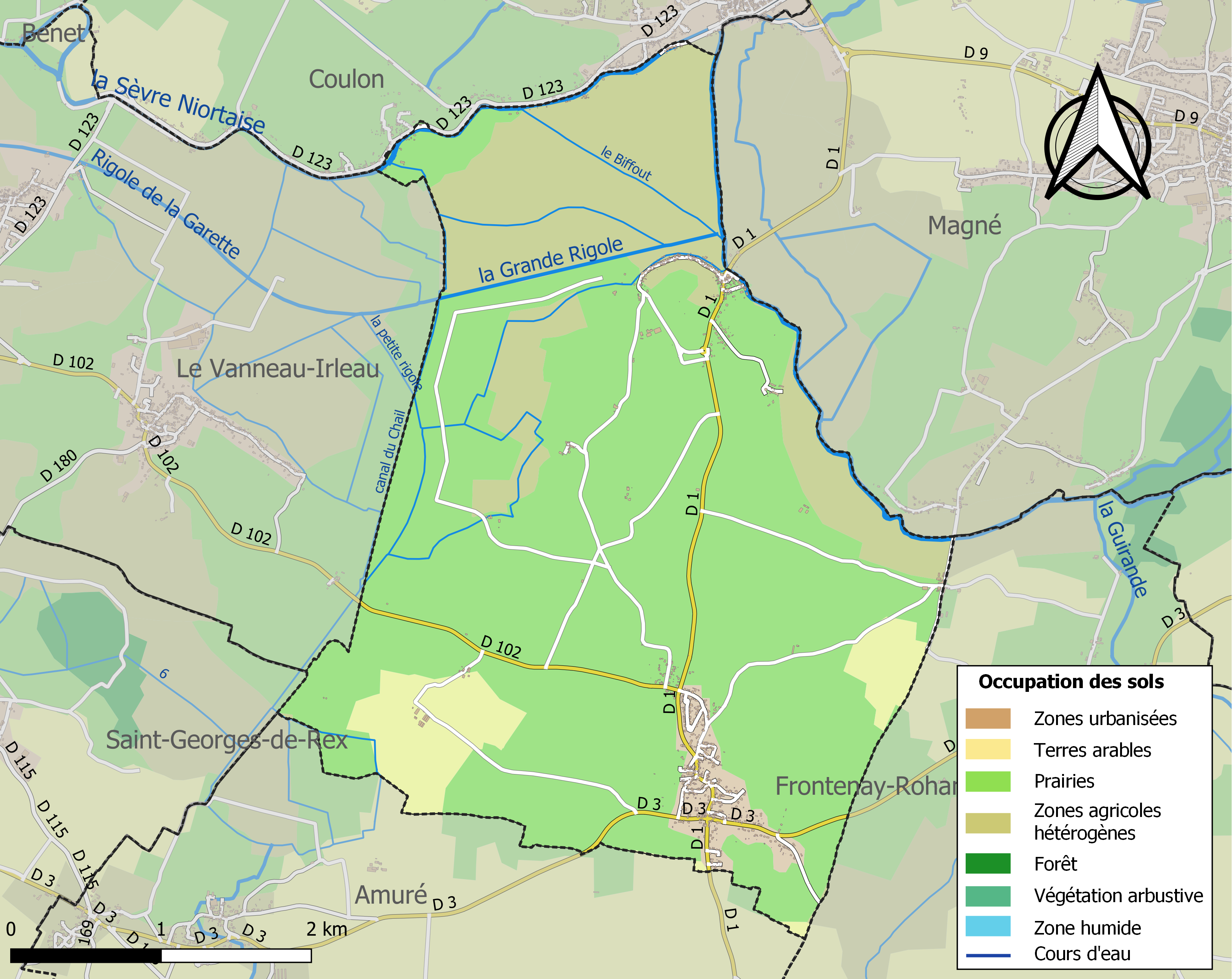
Carte des infrastructures et de l'occupation des sols de la commune en 2018 (CLC).

### Risques majeurs
Le territoire de la commune de Sansais est vulnérable à différents aléas naturels : météorologiques (tempête, orage, neige, grand froid, canicule ou sécheresse), inondations, mouvements de terrains et séisme (sismicité modérée). Il est également exposé à un risque technologique, la rupture d'un barrage. Un site publié par le BRGM permet d'évaluer simplement et rapidement les risques d'un bien localisé soit par son adresse soit par le numéro de sa parcelle.

#### Risques naturels
Certaines parties du territoire communal sont susceptibles d’être affectées par le risque d’inondation par débordement de cours d'eau, notamment la Sèvre Niortaise,. La commune a été reconnue en état de catastrophe naturelle au titre des dommages causés par les inondations et coulées de boue survenues en 1982, 1983, 1993, 1995, 1999 et 2010,. Le risque inondation a vocation à être pris en compte dans l'aménagement du territoire de la commune par le biais du projet plan de prévention des risques inondation (PPRI) du « Marais poitevin ».  Une première phase d'études techniques a consisté à réviser l'atlas des zones inondables des huit communes suivantes, Bessines, Magné, Coulon, Frontenay Rohan-Rohan, Sansais, Le Vanneau-Irleau, Arçais et Saint-Hilaire-la-Palud, qui datait de 1997. Au regard des enjeux, un PPRI  a été prescrit le 23 juin 2022 sur le territoire des communes de Bessines, Coulon et Magné.

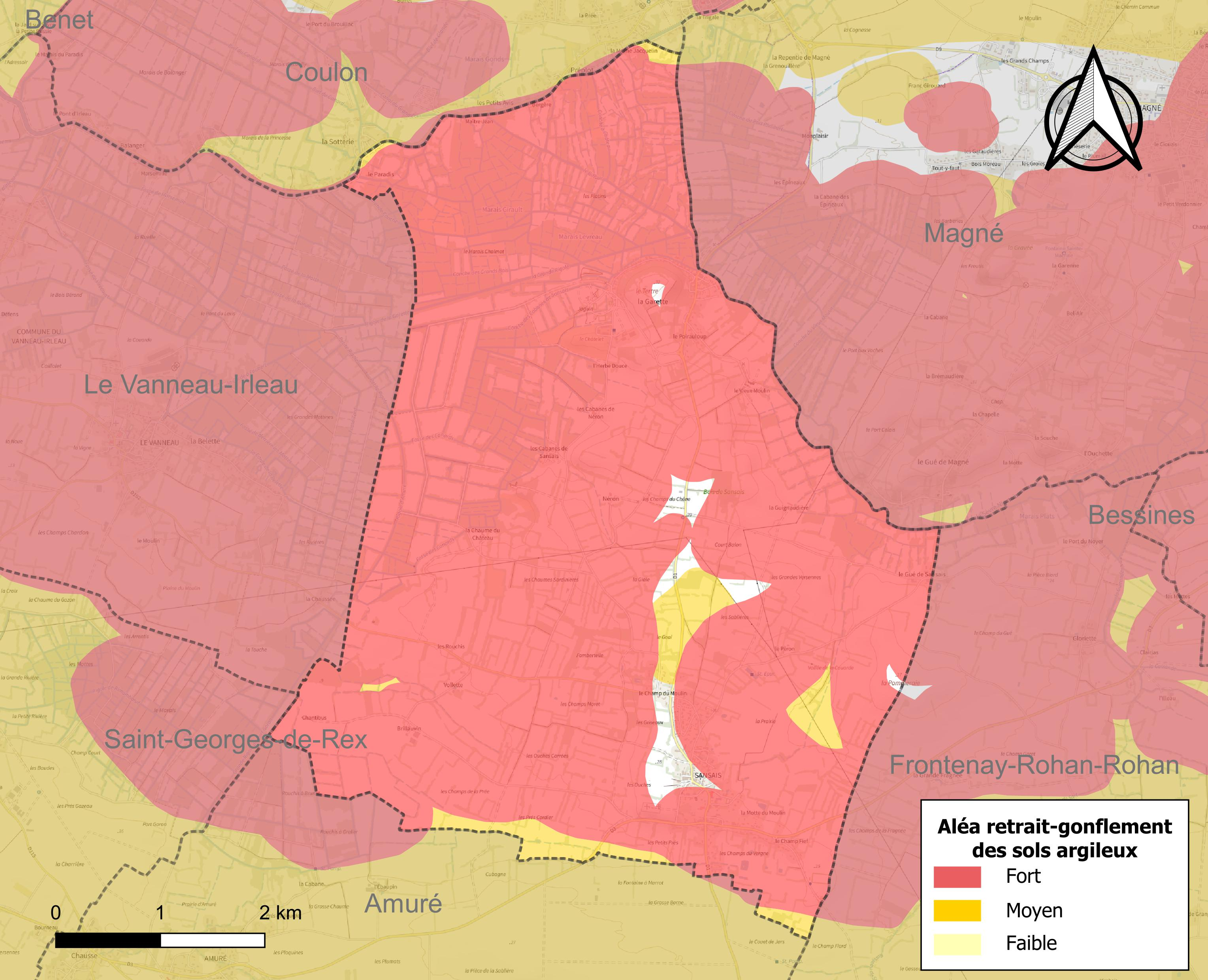
Carte des zones d'aléa retrait-gonflement des sols argileux de Sansais.

Les mouvements de terrains susceptibles de se produire sur la commune sont des tassements différentiels. Le retrait-gonflement des sols argileux est susceptible d'engendrer des dommages importants aux bâtiments en cas d’alternance de périodes de sécheresse et de pluie. 97,9 % de la superficie communale est en aléa moyen ou fort (54,9 % au niveau départemental et 48,5 % au niveau national). Depuis le 1er octobre 2020, en application de la loi ELAN, différentes contraintes s'imposent aux vendeurs, maîtres d'ouvrages ou constructeurs de biens situés dans une zone classée en aléa moyen ou fort,.
La commune a été reconnue en état de catastrophe naturelle au titre des dommages causés par la sécheresse en 1989, 1991, 2003, 2005 et 2017 et par des mouvements de terrain en 1999 et 2010.

#### Risque technologique
La commune est en outre située en aval du barrage de la Touche Poupard, un ouvrage de classe A mis en service en 1995 sur le cours d’eau le Chambon, affluent de la Sèvre Niortaise. À ce titre elle est susceptible d’être touchée par l’onde de submersion consécutive à la rupture de cet ouvrage.

## Économie
Au village de la Garette, des artisans, des crêperies, des restaurants, préparent les principales spécialités du pays : matelote d'anguilles, fricassée d'anguilles, lumas farcis, sauce aux lumas, mogettes du marais avec son jambon de pays, fromage de chèvre, liqueur d'angélique. On y trouve des gîtes, des chambres d'hôtes, un camping avec piscine, mini – golf, terrain de tennis, jeux pour enfants, un centre équestre et des embarcadères, pour découvrir avec des barques traditionnelles, les secrets du Marais poitevin.

## Histoire
Avec 1 494 ha et 754 habitants, la commune se compose de deux centres distants de quatre kilomètres, le village : Sansais, perché sur son coteau bocager, et le hameau : la Garette, village-rue accroché sur le flanc d'un tertre, situé en plein cœur du Marais poitevin.
La Garette a conservé les traits du passé : c'est le type même de hameau maraîchin où les maisons ont un double accès, par l'eau s'amarrant à la conche et par le chemin. Ce village, construit comme Venise entre la rue et le canal, a donné son nom de Venise verte à la contrée, avec les vieilles maisons de pêcheurs-paysans le long de la rue piétonne. Le roi Henri IV est passé dans le village en 1576. C'est aussi à la Garette, que les toutes premières promenades en barque ont débuté en 1930.
La commune est intégrée au site classé du Marais poitevin depuis le 8 mai 2003, et fait également partie d'une zone géographique présentant un intérêt historique et archéologique.

## Politique et administration
| Période   | Période   | Identité                    | Étiquette | Qualité                                        |
| --------- | --------- | --------------------------- | --------- | ---------------------------------------------- |
| mars 2001 | mars 2008 | Jean-François Berny-Tarente |           |                                                |
| mars 2008 | 2020      | Rabah Laïchour              | DVG       | Conseiller départemental                       |
| 2020      | En cours  | Richard Pailloux            | SE        | Directeur artistique d’une compagnie théâtrale |

## Démographie
L'évolution du nombre d'habitants est connue à travers les recensements de la population effectués dans la commune depuis 1793. Pour les communes de moins de 10 000 habitants, une enquête de recensement portant sur toute la population est réalisée tous les cinq ans, les populations de référence des années intermédiaires étant quant à elles estimées par interpolation ou extrapolation. Pour la commune, le premier recensement exhaustif entrant dans le cadre du nouveau dispositif a été réalisé en 2004.

En 2022, la commune comptait 765 habitants, en évolution de +3,24 % par rapport à 2016 (Deux-Sèvres : +0,18 %, France hors Mayotte : +2,11 %).
| 1793 | 1800 | 1806 | 1821 | 1831 | 1836 | 1841 | 1846 | 1851 |
| ---- | ---- | ---- | ---- | ---- | ---- | ---- | ---- | ---- |
| 780  | 687  | 668  | 783  | 858  | 859  | 866  | 903  | 891  |

| 1856 | 1861 | 1866 | 1872 | 1876 | 1881 | 1886 | 1891 | 1896 |
| ---- | ---- | ---- | ---- | ---- | ---- | ---- | ---- | ---- |
| 894  | 916  | 942  | 896  | 910  | 919  | 855  | 870  | 832  |

| 1901 | 1906 | 1911 | 1921 | 1926 | 1931 | 1936 | 1946 | 1954 |
| ---- | ---- | ---- | ---- | ---- | ---- | ---- | ---- | ---- |
| 797  | 807  | 719  | 687  | 672  | 619  | 562  | 507  | 526  |

| 1962 | 1968 | 1982 | 1990 | 1999 | 2004 | 2006 | 2009 | 2014 |
| ---- | ---- | ---- | ---- | ---- | ---- | ---- | ---- | ---- |
| 517  | 510  | 566  | 688  | 659  | 673  | 672  | 764  | 741  |

| 2019 | 2022 | - | - | - | - | - | - | - |
| ---- | ---- | - | - | - | - | - | - | - |
| 760  | 765  | - | - | - | - | - | - | - |

## Lieux et monuments
Sansais est composée d'une église, d'un château et d'une école située à côté d'une agence postale.
Le village de La Garette est également un centre d'embarquement pour cette partie du Marais Poitevin.
- Église Saint-Vincent de Sansais.
- L’adjudication pour la construction de l’église de Sansais eut lieu le 18 mars 1879, à partir du devis d’Auguste Bergeron, architecte à Niort.

## Personnalités liées à la commune
- Louis François Jean Chabot (1757-1837), général des armées de la République et de l'Empire, mort à Sansais.